# Unguiblossia eberlanzi
Unguiblossia eberlanzi är en spindeldjursart som beskrevs av Roewer 1941. Unguiblossia eberlanzi ingår i släktet Unguiblossia och familjen Melanoblossiidae. Inga underarter finns listade i Catalogue of Life.